# Тлумачик (ґміна)
Ґміна Тлумачик — адміністративна субодиниця Коломийського повіту Станіславського воєводства та у Крайсгауптманшафті Коломия Дистрикту Галичина Третього Райху. Село Товмачик було центром сільської ґміни Тлумачик.
Утворена 1 серпня 1934 року згідно з розпорядженням Міністерства внутрішніх справ РП від 26 липня 1934 за підписом міністра Мар'яна Зиндрама-Косьцялковського під час адміністративної реформи з попередніх самоврядних сільських ґмін Івановце, Князьдвур, Раковчик, Шепаровце, Тлумачик.
У 1934 р. територія ґміни становила 77,14 км². Населення ґміни станом на 1931 рік становило 9 310 осіб. Налічувалось 2 195 житлових будинків.
Ґміна ліквідована в 1940 р. у зв’язку з утворенням району.
Гміна (волость) була відновлена на час німецької окупації з липня 1941 р. до березня 1944 р.
На 1.03.1943 населення ґміни становило 7 781 особа..
Після зайняття території ґміни Червоною армією в 1944 р. ґміну ліквідовано і відновлений поділ на райони.